# Marshall Meadows Bay
Marshall Meadows Bay rappresenta il punto più settentrionale dell'Inghilterra. Si trova sulla costa del Northumberland, 4 km a nord di Berwick-upon-Tweed e appena a sud del confine anglo-scozzese. Oltre il confine con la Scozia si trova la contea del Berwickshire nella regione degli Scottish Borders. Il villaggio di Marshall Meadows sorge appena ad ovest della baia, e costituisce il luogo abitato più a nord dell'Inghilterra. Qui si trova il Marshall Meadows Country House Hotel, insieme ad una fattoria e ad un'area attrezzata per caravan. Nelle vicinanze si trovano inoltre l'autostrada A1 e la ferrovia East Coast Main Line.
Il Berwickshire Coastal Path da Berwick a Eyemouth corre lungo la cima delle scogliere a Marshall Meadows Bay. In questo punto, le scogliere sono alte circa 50 metri.

## Da Land's End a Marshall Meadows Bay
La lunghezza dell'Inghilterra è solitamente calcolata con la distanza esistente tra Marshall Meadows Bay e Land's End, in Cornovaglia. La distanza è di circa 895 km su strada e 686 km in linea d'aria. La linea trasversale che taglia l'Inghilterra è talvolta utilizzata per svolgere eventi di beneficenza, come maratone o corse ciclistiche. Una variante è quella del Four Points Challenge, cioè una camminata tra i quattro punti estremi dell'Inghilterra, per tornare poi al punto iniziale.